# High Five
High Five (né le 25 avril 2012), est un cheval hongre inscrit au registre généalogique KWPN, et à la robe alezane. Il est monté en saut d'obstacles par le cavalier mexicain Fernando Martinez Sommer.

## Histoire
High Five naît le 25 avril 2012. 
Il est monté par le cavalier mexicain Fernando Martinez Sommer.
Le couple débute les parcours à 1,60 m, soit le plus haut niveau, en 2022. Il réalise un parcours « parfait » à la Challenge Cup de Barcelone en 2022. Il joue aussi un rôle important dans la seconde place décrochée par le Mexique à la Coupe des Nations du CSIO5* de Bruxelles en août 2023, grâce à son parcours sans faute à un point de temps dépassé,.
Fernando Martinez Sommer prévoit de participer avec lui aux Jeux olympiques d'été de 2024.

## Description
High Five est un hongre de robe alezane, inscrit au stud-book néerlandais du KWPN,. Il est décrit comme « très bon » par la journaliste Charlotte Denquin.

## Origines
Ses origines sont belges, néerlandaises, allemandes et françaises. C'est un fils de l'étalon Glasgow Van het Merelsnest, un BWP né en Belgique, sa mère Carmendima VDL étant une jument née aux Pays-Bas, mais issue de l'étalon Holsteiner Corland,. 
Il présente 46,81 % d'origines génétiques Pur-sang selon le site web Hippomundo.